# Ragnar Berfenstam
Ragnar Anders Göran Berfenstam, född 28 juni 1916 i Bärfendals församling, Göteborgs och Bohus län, död 28 september 2009 i Uppsala, var en svensk läkare och professor i socialmedicin vid Uppsala universitet.

## Biografi
Efter studentexamen i Uddevalla studerade Berfenstam vid Uppsala universitet, där han blev medicine licentiat 1943 och medicine doktor 1952 samt docent i pediatrik 1952. Han var biträdande överläkare vid barnkliniken vid Akademiska sjukhuset 1952-1956 och fungerande som konsult för Världshälsoorganisationen under många år mellan 1956 och 1983. Han var professor i socialmedicin vid Umeå universitet 1960-1961 och i Uppsala 1962-1981 samt var ledamot i Socialstyrelsens vetenskapliga råd 1961-1981 och rådgivare åt Barnombudsmannen. Vidare var han länge redaktionssekreterare för Socialmedicinsk tidskrift.
Berfenstam gjorde stora insatser när det gällde forskning om barnolycksfall och var drivande i bildandet av Samarbetskommittén mot barnolycksfall. Han blev den första hedersledamoten i Svensk socialmedicinsk förening, och erhöll Nordiska folkhälsopriset och Uppsala universitets Gustaf Adolf-medalj i guld. Han var ledamot av Kungliga Vetenskapssamhället och Kungliga Vetenskaps-Societeten i Uppsala. Berfenstam tilldelades Illis Quorum, åttonde storleken, 1997.
Berfenstam var son till folkskollärare Lars Andersson och hans hustru Helena, född Göransson. Han gifte sig 1943 med Ragnhild Sanne (1916–2010). De är begravna på Uppsala gamla kyrkogård.

## Zigenarundersökningen
Hösten 1962 fick Uppsala universitets socialmedicinska institution i uppdrag av Arbetsmarknadsstyrelsen att undersöka romernas situation i Stockholm. Denna undersökning utvidgades senare till att omfatta alla romer i Sverige och att föreslå åtgärder för att integrera romerna i samhället. Arbetet leddes av Berfenstam, och John Takman ansvarade för fältundersökningarna. Arbetet pågick 1962–1965 och benämndes Zigenarundersökningen.